# Zara Phillips
Zara Anne Elizabeth Tindall MBE, rodným jménem Zara Phillips (* 15. května 1981 Paddington, Londýn) je britská aristokratka (nemá však formálně žádný šlechtický titul) a sportovkyně. Je dcerou britské královské princezny Anne Mountbatten-Windsor a vnučkou britské královny Alžběty II. Pochází z prvního manželství princezny Anny, jejím otcem je britský jezdec na koni a olympijský vítěz z roku 1972 Mark Phillips. V pořadí následnictví na britský královský trůn je v současnosti na 21. místě.
Je provdaná za bývalého anglického hráče ragby Mikea Tindalla, ale pro sportovní kariéru v jezdectví si ponechala své dřívější příjmení. Oficiálně se však jmenuje Zara Tindall, přičemž v linii následnictví na královský trůn je podle anglického zvyku vedena jako Mrs Michael Tindall.

## Životopis

### Původ
Je nejstarší vnučkou královny Alžběty II. a prince Philipa, vévody z Edinburghu. Má staršího bratra Petra Phillipse, narozeného 15. listopadu 1977, a dvě nevlastní sestry, Felicity Tonkin, narozenou v roce 1985, z krátkého poměru jejího otce s Heather Tonkin, a Stephanii Phillips, narozenou 2. října 1997 z druhého manželství jejího otce se Sandy Pflueger.
Děti a vnuci královské princezny Anne nemají žádný královský či šlechtický titul, také nemají automaticky po narození právo na královské postavení, tak jako vnoučata panovníka po ženské linii.
Během jejích školních let, později v Gordonstounu, vynikala Zara Phillips v mnoha sportovních činnostech. Reprezentovala školy v pozemním hokeji, atletice a gymnastice. Později získala kvalifikaci rehabilitační pracovnice se specializací na koňskou fyzioterapii na University of Exeter.

### Manželství a rodina
21. prosince 2010 oznámil Buckinghamský palác její zasnoubení s ragbyovým hráčem Mikem Tindallem, který hraje Premiership za Gloucester a též za anglický národní tým. Dostala od něho platinový zásnubní prsten s diamantem. Žije s manželem v jejich domově v Gloucestershire. Potkali se během ragbyového světového poháru při zápasech v Austrálii, kde je představil její bratranec, princ Harry. Svatba se konala 30. července 2011 v Canongate Kirk v Edinburghu (Skotsko). Nevěsta měla šaty od Stewarta Parvina a čelenku (diadém) od Meandera. Tato čelenka patřila její prababičce, princeznině Alici z Battenbergu, která byla princeznou Řecka a Dánska. Nosila ji také královská princezna Anne Mountbatten-Windsor, její matka.
Dne 17. ledna 2014 královská rodina oznámila narození dcery manželů Tindallových. Její jméno bylo oznámeno o několik dní později – a to Mia Grace Tindall. Je to jejich první dítě, třetí vnouče královské princezny Anny a čtvrté pravnouče královny Alžběty II. a Philipa, vévody z Edinburghu. Byla pokřtěna 30. listopadu 2014 v kostele Sv. Nicolase.
30. listopadu 2016 bylo uveřejněno, že Zara Tindall očekává druhého potomka, který se měl narodit koncem jara 2017. Ovšem 24. prosince 2016 bylo oznámeno, že těhotenství skončilo potratem.
Dne 18. června 2018 porodila druhou dceru, která dostala jméno Lena Elizabeth Tindall a je sedmou pravnučkou královny.
Mluvčí páru uvedl, že se 21. března 2021 narodil páru chlapec. Syn se narodil doma v 18:00 hodin. Jejich jediný syn dostal jméno Lucas Philip Tindall a je desátým pravnoučetem královny.

## Jezdectví
Umění jízdy na koni a záliba v jezdeckých sportech má v anglické královské rodině dlouhou tradici. Již samotná královna Alžběta II. byla ve svých mladších letech velmi dobrou jezdkyní na koni. Kromě toho pravidelně navštěvovala slavné koňské dostihy v Ascotu. Také matka Zary Phillips, královská princezna Anne, byla výkonnou jezdeckou sportovkyní a je doposud funkcionářkou mezinárodního jezdeckého sportu.
Pod jménem Zara Phillips pokračovala dcera princezny Anne v rodinné tradici a stala se výbornou jezdkyní na koni. V červnu 2003 oznámila, že je zajištěna sponzorskou smlouvou s Cantor Index, vedoucí společností na sázkovém trhu, která pomůže pokrýt její náklady s jezdeckou kariérou. V sedle svého koně Toytown sbírala medaile, zlato v jednotlivcích i družstvech v roce 2005 na evropském šampionátu v Blenheimu, individuální zlato a týmové stříbro na světových jezdeckých hrách FEI v Aachenu (Německo) a byla velmi úspěšná na mistrovstvích světa až do roku 2010.

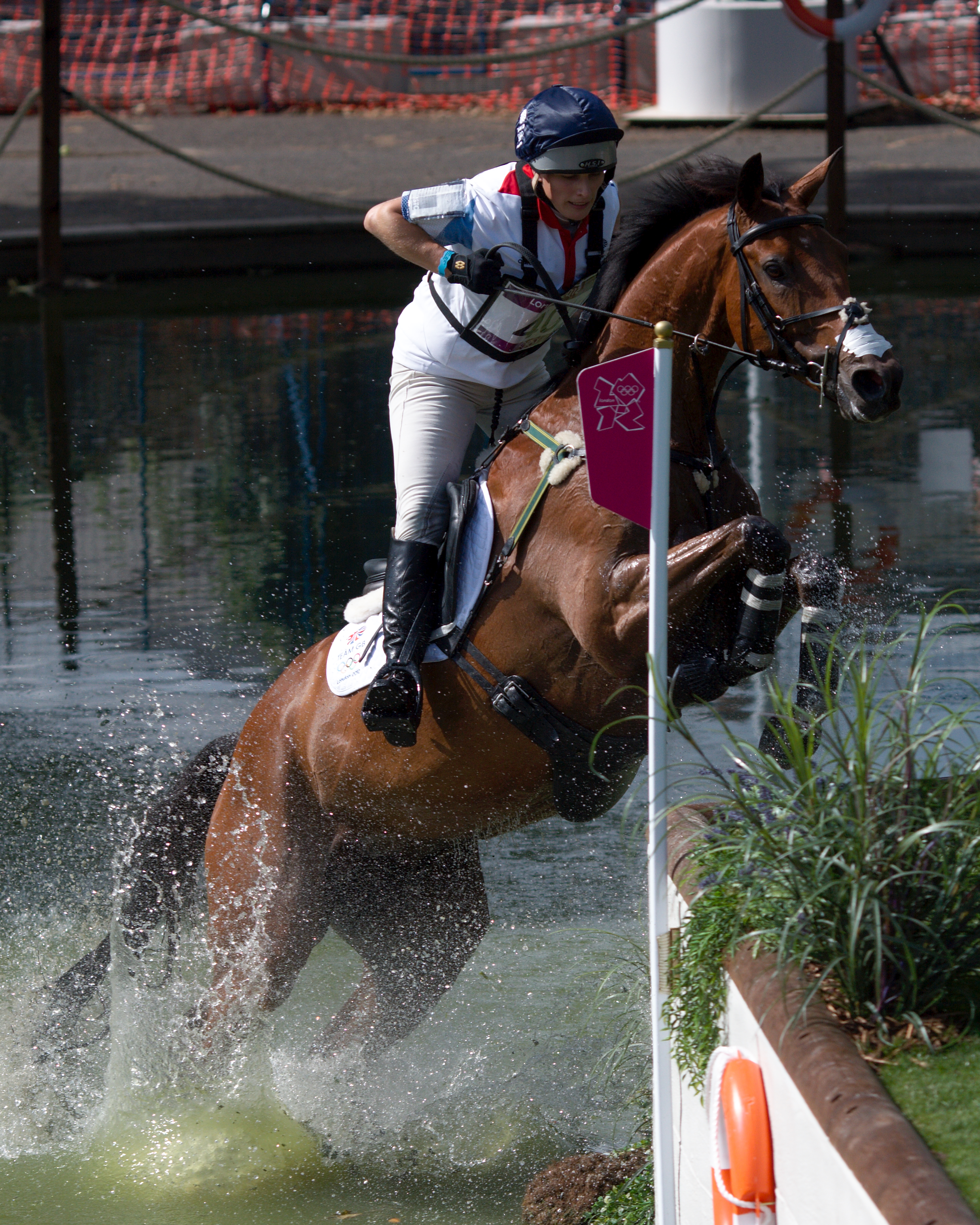
Zara Phillips během soutěže v jezdecké všestrannosti na Letních olympijských hrách 2012 v Londýně

V roce 2006 se stala mistryní světa v jezdectví v soutěži jezdecké všestrannosti družstev. V témže roce byla ve veřejném hlasování stanice BBC Sports zvolena sportovkyní roku (její matka získala toto ocenění v roce 1971). Je nositelkou řádu britského impéria (MBE), který obdržela při novoročním předávání vyznamenání v roce 2007, udělen jí byl její babičkou, královnou Alžbětou II., za služby v jezdeckém sportu.
25. října 2008 spadla při jízdě na koni Tsunami II na 15. proutěné překážce v soutěži cross-country v Pau ve Francii a zlomila si pravou klíční kost.
Podle oznámení britského olympijského výboru se mohla Zara Phillips na koni Toytown zúčastnit již Letních olympijských her 2008 v Pekingu. Bohužel utrpěl její kůň při tréninku zranění, které mu v účasti na hrách zabránilo, a Zara Phillips proto z týmu odstoupila. Obdobně zmeškala již Letní olympijské hry 2004 v Aténách, když se kůň Toytown rovněž zranil.
Po dvojnásobné neúčasti na olympijských hrách mohla Zara Phillips svoji zemi reprezentovat až na domácích Letních olympijských hrách 2012 v Londýně. 11. června 2012 oznámila, že je členkou britského jezdeckého týmu v soutěži jezdecké všestrannosti družstev. Nesla pak na svém koni High Kingdom olympijský oheň na závodišti Cheltenham Racecourse. Jako členka britského reprezentačního družstva získala stříbrnou olympijskou medaili. Během soutěží bydlela společně s ostatními sportovci v olympijské vesnici.

## Povinnosti členky královské rodiny
Jako členka královské rodiny plní Zara Tindall řadu povinností a podporuje četné dobročinné kauzy. V roce 2003 se se svojí matkou zúčastnila prvního dvojitého křtu válečných lodí v Southamptonu. Královská princezna Anne pokřtila řadový křižník HMS Oceana a Zara sesterskou loď HMS Adonia.
Často navštěvuje různé dobročinné události a vzala si za své podporu po zraněních páteře, jezdeckou charitu a dětskou charitu. V roce 2005 prodala v dražbě jedny ze svých večerních šatů (které měla při londýnské premiéře filmu Seabiscuit) a utržené peníze poslala obětem tsunami v Asii. Při návštěvě Nového Zélandu se stala patronkou The Catwalk Trust. V letech 1998–2005 byla prezidentkou Clubu 16–24, seskupení podporujícího mladé lidi v jejich zájmu o jezdecké závodění. Je ve spojení s INSPIRE, charitou lékařského výzkumu založenou v Salisbury, která má pomoci zvýšit kvalitu života lidí se zraněním míchy a též se Sargent Cancer Care for Children, vůdčí charitativní organizací pro léčení dětské rakoviny ve Velké Británii.
Dále podporuje také Caudwell Charitable Trust, který je zacílen na děti se zvláštními potřebami, handicapované a s vážným onemocněním. Je pokračovatelkou rodinného dlouhodobého patronátu nad Great Ormond Street Hospital for Children, který často při různých příležitostech navštěvuje. V roce 2006 se zúčastnila zvláštní charitativního dne pro společnost Cantor Index, jehož personál byl zabit při útocích 11. září 2001. V roce 2007 se stala patronkou Mark Davies Injured Riders Fund (fondu pro zraněné jezdce na koních). Aby pomohla při akci Sport Relief 2008, pózovala pro svůj první oficiální portrét Jacku Vettrianovi. V roce 2009 se zúčastnila pokerového turnaje osobností v Monaku na podporu Dárfúru (Súdán). V září 2010 se zúčastnila akce London Olympic Ball společně se svým bratrancem, princem Harrym. V říjnu téhož roku se zúčastnila dalšího pokerového turnaje osobností, tentokráte v Londýně, na podporu britského výzkumného centra rakoviny (Cancer Research UK), jehož je patronkou.

## Design šatů
V roce 2009 bylo oznámeno, že Zara Phillips navrhuje vlastní řadu jezdeckých úborů pro Musto Outdoor Clothing. Řada je pojmenována ZP176 podle čísla, které dostala při svém prvním reprezentačním vystoupení, a byla oficiálně představena v červenci 2010.

## Tituly, oslovení, vyznamenání a erby

### Tituly a oslovení
- 15. května 1981 – 30. července 2011: Miss Zara Anne Elizabeth Phillips
- od 30. července 2011 se uvádí: Mrs. Zara Anne Elizabeth Tindall

### Vyznamenání
- MBE: členka řádu Britského impéria, od 1. ledna 2007

### Erby

Erb Zary Phillips

Zara nese otcův erb v kosočtverci. Popis – část ševronu je azurová s figurou stříbrného koně, na základně ratolest řádně olistěného kvetoucího rozrazilu.